# Val d'Arano
La val d'Àrano è una valle montana situata nel territorio comunale di Ovindoli (AQ), in Abruzzo,  inclusa nel parco naturale regionale Sirente-Velino e indicata, unitamente alle gole di Celano e alla Serra, tra i siti di interesse comunitario dell'Abruzzo.

## Storia

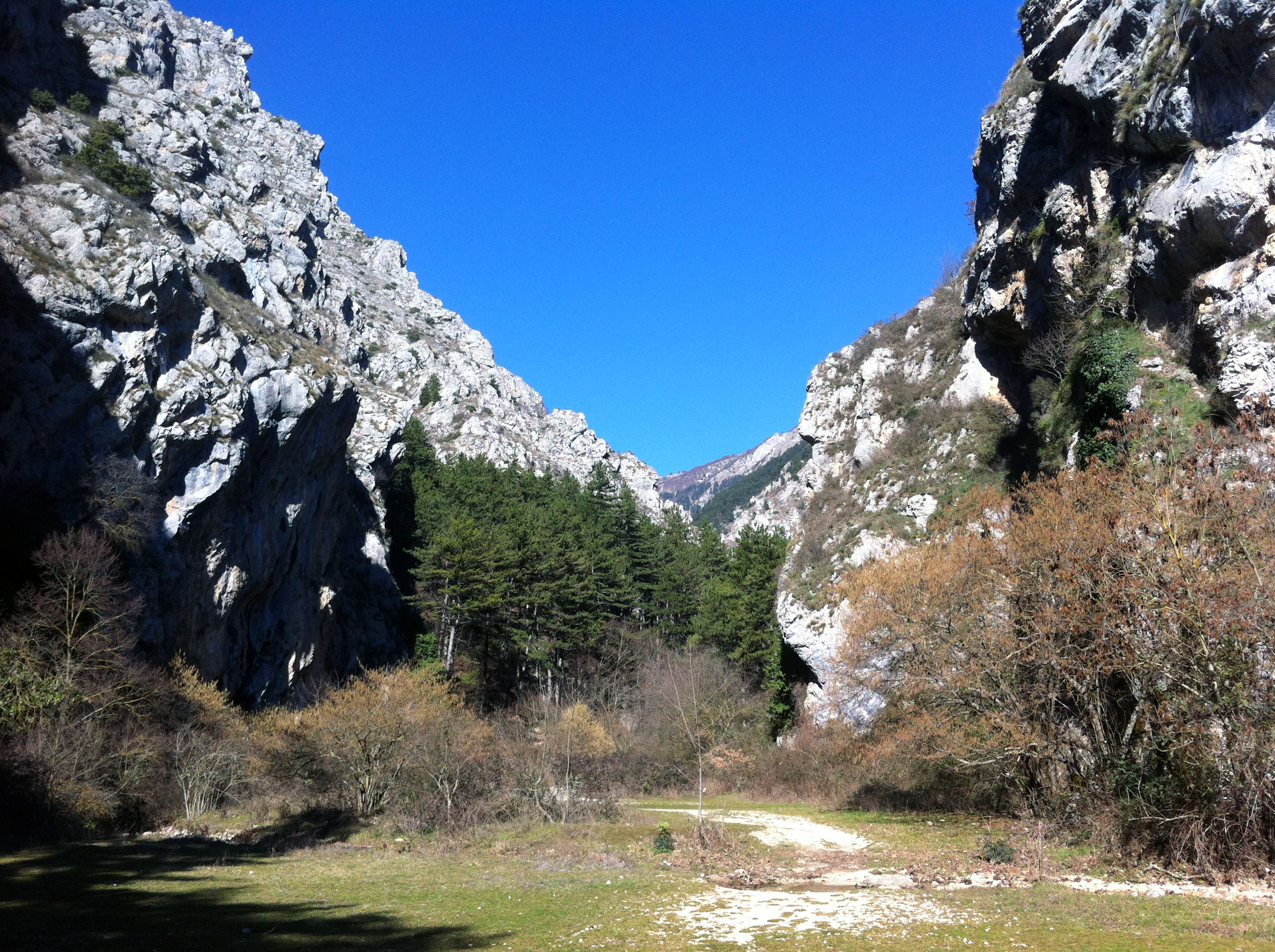
Accesso alle gole di Celano

In questo territorio, nella zona della Fonte d'Àrano, era collocato il passaggio terminale di una secondaria via di epoca romana che metteva in collegamento Alba Fucens con l'antica città di Aveia, nel contemporaneo territorio comunale di Fossa, nella valle dell'Aterno. 
Nella val d'Àrano si trovano le tracce di una fortificazione bassomedievale nota come "Rocca de Àrano"; situata in località Rocchetta era un castello-recinto duecentesco. Risulta citata nella bolla pontificia di Papa Clemente III del 1188 la chiesa di Sant'Angelo in Àrano, in seno ai confini della diocesi dei Marsi.
Nel 1268, in occasione della battaglia di Tagliacozzo combattuta tra Angioini e Svevi, l'esercito di Carlo I d'Angiò sostò in accampamento in questa area montana prima di raggiungere i sottostanti piani Palentini, teatro della battaglia. In fondo alla valle, nei pressi delle gole di Celano, si trovano i resti dell'eremo di San Marco ai Casaleni e del monastero celestiniano di San Marco alle Foci, precedentemente dedicato a Santa Maria Intra Fucem. Il territorio è stato incluso nel parco naturale regionale Sirente-Velino istituito nel 1989. Nel 2005 è stato indicato tra i siti di interesse comunitario dell'Abruzzo unitamente alla Serra (Monte Tino) e alle gole di Celano.

## Descrizione
La piccola valle montana, formatasi durante la glaciazione e inclusa nel territorio protetto del parco naturale regionale Sirente-Velino, è situata nel comune di Ovindoli, in Abruzzo.
Distante circa due chilometri e mezzo dal centro abitato, presenta un'altitudine che varia dai 1351 ai 1620 m s.l.m. con un dislivello di quasi 300 metri tra il ponte sul torrente Rio Santa Jona-La Foce e l'area sovrastante i prati del Popolo (o prati di Santa Maria).
La valle è circondata dall'omonimo anello (1351 m s.l.m.), lungo oltre 5 chilometri, che unisce l'area del parco periurbano La Pinetina e la zona dei maneggi alle faggete e ai noccioleti che circondano i prati erbosi della valle fino al versante brullo che contraddistingue il gruppo montuoso del Sirente (crinali dei monti Pizzo di Ovindoli, Faito, della Revecena, Savina, Etra, Tino e crinale sud-ovest della cima Sirente). 
In fondo alla piccola valle di Ovindoli, piuttosto stretta e lunga pochi chilometri, si trova l'imbocco delle gole di Celano. Il 
torrente Rio Santa Jona riversa, attraverso delle suggestive cateratte, le proprie acque nelle gole fino a unirsi al Rio La Foce che a sua volta confluisce nei canali artificiali della sottostante piana del Fucino. 
A breve distanza si trovano i resti del rifugio montano del monte Coppone.